# Australian Film Institute
O Australian Film Institute (AFI, inglês para "Instituto Australiano de Filmes" ou "Instituto Australiano de Cinema") é um instituto de filmes de cinema e televisão australiano.

## Histórico
O AFI foi fundado em 1958 como uma organização sem fins lucrativos cujo objetivo era desenvolver uma cultura de cinema ativa na Austrália e estimular a aproximação entre o público em geral e a indústria de cinema australiana. A organização é responsável pela entrega de uma das principais premiações de filmes e da televisão australiana, o AFI Awards anual.
O trabalho do instituto é sustentado pelo financiamento do governo australiano, patrocínios e aproximadamente 10.000 membros, nacionalmente.